# Касл-Эллис
Касл-Эллис (англ. Castle Ellis; ирл. Caisleán Eilís) — деревня в Ирландии, находится в графстве Уэксфорд (провинция Ленстер).

## Демография
В 2016 году население составило 339 человек.
Данные переписи 2016 года:
| 2002 | 2006 | 2011 | 2016 |
| 165  | 173  | 293  | 339  |